# Anne Lonnberg
Anne Lonnberg (Berkeley, 17 février 1948) est une actrice et chanteuse américaine. 

## Filmographie partielle

### Cinéma
- 1974 : Paul et Michèle
- 1975 : Guerre et Amour
- 1977 : Le Passé simple
- 1977 : Seven Nights in Japan
- 1979 : Moonraker
- 1979 : Ciao, les mecs
- 1979 : Le Divorcement
- 1981 : L'Amour des femmes
- 1988 : L'Insoutenable Légèreté de l'être

### Télévision
- 1972 : Les Gens de Mogador
- 1973 : Le Temps de vivre... Le Temps d'aimer
- 1979 : Les Quatre Cents Coups de Virginie de Bernard Queysanne